# الحزب الشيوعي الهندي

حزب شيوعي الهند هوحزب سياسي شيوعي في الهند. تأسس الحزب في عام 1920.
أمين عام الحزب هو A.B. Bardhan. ينشر الحزب New Age. المنظمة الشبابية للحزب هي All India Youth Federation. في الانتخابات البرلمانية لعام 2004 حصل الحزب على 5 434 738 صوت (1.4%, 10 مقاعد).

## نبذة تاريخية

### تشكيل الحزب
تشكّل الحزب الشيوعي الهندي في 26 ديسمبر 1925 في أول مؤتمر شيوعي للحزب في مدينة كانبور، والتي كان تُعرف في ذلك الحين باسم كاونبور. كان إس في غات أول أمين عام للحزب الشيوعي الهندي. ويُذكر أنّ الهنود شكّلوا العديد من المجموعات الشيوعية في عدة مناطق في العالم بمساعدة الأجانب. فقد تكوّنت مجموعة اتصال طشقند مع نادي أنوشيلان ومجموعات جوغانتار في البنغال؛ وتشكّلت مجموعات شيوعية صغيرة في بومباي (بقيادة إس إيه دانغ)، وفي مقاطعة مدراس (بقيادة سينغارافيلو تشيتيار)، وفي المقاطعات المتحدة في الهند البريطانية (بقيادة شوكت عثماني)، وفي البنجاب، والسند (بقيادة غلام حسين)، وفي البنغال (بقيادة مظفر أحمد).

### المشاركة في النضال من أجل الاستقلال
خلال العشرينيات وأوائل الثلاثينيات من القرن العشرين، لم يكن الحزب الشيوعي الهندي على درجة كافية من التنظيم، وفي الواقع وُجدت عدة مجموعات شيوعية تعمل بتنسيق محدود على مستوى البلاد. حظرت السلطات الاستعمارية البريطانية جميع الأنشطة الشيوعية، الأمر الذي صعّب مهمة تأسيس حزب موحد. بين الأعوام 1921 و1924، عُقدت ثلاث محاكمات بتهم التآمر ضد الحركة الشيوعية: قضية مؤامرة بيشاور، وقضية مؤامرة ميروت، وقضية المؤامرة البلشفية في كانبور. في القضايا الثلاث الأولى، قُدّم للمحاكمة شيوعيون مهاجرون تلقّوا تدريبًا من طرف روسيا. بالرغم من ذلك، فقد خلّفت محاكمة كاونبور أثرًا سياسيًا أكبر. في 17 مارس من العام 1924، وُجّهت الاتهامات إلى كلٍّ مِن شريباد أمريت دانغ، وإم إن روي، ومظفر أحمد، وناليني غوبتا، وشوكت عثماني، وسينغارافيلو تشيتيار، وغلام حسين، وآر سي شارما في قضية المؤامرة البلشفية في كاونبور (التي تُكتب في الوقت الحالي كانبور). وتمثّلت التهمة في أنهم كشيوعيين يسعون «لسلب الملك الإمبراطور سيادَته على الهند البريطانية، عبر فصل الهند التام عن بريطانيا بإشعال ثورة عنيفة». ونشرت صفحات الصحف اليومية تفاصيل الخطط الشيوعية الجريئة، وسمعَ العامة حينها لأول مرة، على نطاق واسع، عن الشيوعية ومبادئها، وأهداف الشيوعية الدولية في الهند.
أُخلي سبيل سينغارافيلو تشيتيار بسبب مرضه. وفي ذلك الحين، كان إم إن روي في ألمانيا، وآر سي شارما في بودوتشيري الفرنسية، وهكذا لم يمكن القبض عليهما. اعترف غلام حسين بتلقيه أموالًا من الروس في كابول وشمله العفو. وحُكم على مظفر أحمد، وناليني غوبتا، وشوكت عثماني، ودانغ بالسجن لفترات متراوحة. بفضل تلك القضية تعرّفت شريحة أكبر من الجمهور الهندي على الشيوعية عن كثب. أُطلق سراح دانغ من السجن في العام 1927. ويُذكر أن راهول ديف بال كان من كبار الزعماء الشيوعيين.
في 25 ديسمبر من العام 1925، عُقد مؤتمر شيوعي في كانبور. ووفقًا لتقديرات السلطات الاستعمارية، فقد اشترك 500 شخص في المؤتمر. دعا إلى تنظيم المؤتمر رجلٌ يدعى ساتيا بهاكتا. أدلى ساتيا بهاكتا في المؤتمر بحججه المدافعة عن «الشيوعية القومية» والمناوئة للتبعية تحت ظلّ الكومنترن. بعد أن صوّت المندوبون الآخرون ضدّه، غادر ساتيا بهاكتا المؤتمر احتجاجًا. اعتمد المؤتمر اسم «الحزب الشيوعي الهندي». وحُلّت المجموعات الشيوعية، كحزب عمال كيسان في هندوستان، لتُدمج في الحزب الشيوعي الهندي. واستُبدل الحزب الشيوعي الهندي في الخارج، والذي لم يكن ذا طابعٍ تنظيمي على أي حال، بالحزب الشيوعي الهندي الذي راح يعمل حينها داخل الهند.
بعد مؤتمر العام 1926 لحزب العمال والفلاحين في البنغال، وجّه الحزب الشيوعي الهندي السري أعضاءه للالتحاق بصفوف أحزاب العمال والفلاحين في المقاطعات. ونُظّمت جميع الأنشطة الشيوعية العلنيّة عبر أحزاب العمال والفلاحين.
في العام 1928، انعقد المؤتمر السادس للشيوعية الدولية. في العام 1927 كان الكومينتانغ قد انقلب على الشيوعيين الصينيين، مما أسفر عن مراجعةٍ لسياسة عقد التحالفات مع البرجوازية الوطنية في البلدان المستعمرة. دعت أطروحات مؤتمر الكومنترن السادس للبلاد المستعمَرة الشيوعيين الهنود إلى محاربة «القادة الإصلاحيين القوميين» و«فضح التوجّه الإصلاحي الوطني للمؤتمر الوطني الهندي ومعارضة كل حجج أنصار السوارجية (الحكم الذاتي) وأنصار غاندي، وغير ذلك، بخصوص المقاومة السلمية». بالرغم من ذلك، فرّق المؤتمر بين طبيعة الكومينتانغ الصيني والحزب السوراجي الهندي، معتبرًا أن الأخير ليس حليفًا يُؤتمن جانبه ولا عدوًا مباشرًا. دعا المؤتمر الشيوعيين الهنود إلى استغلال التناقضات بين البرجوازية الوطنية والإمبرياليين البريطانيين. بالإضافة إلى ذلك، فقد أدان المؤتمر حزب العمال والفلاحين. أمرت الهيئة العامة العاشرة للجنة التنفيذية للشيوعية الدولية، المنعقدة بين 3 يوليو 1929 و19 يوليو 1929، الشيوعيين الهنود بالانفصال عن حزب العمال والفلاحين. وعندما انسحب الشيوعيون من حزب العمال والفلاحين، انهار الحزب.
في 20 مارس من العام 1929، شُنّت حملة اعتقالاتٍ ضدّ أعضاءٍ في حزب العمال والفلاحين، والحزب الشيوعي الهندي، وقادة عماليين آخرين في مختلف أجزاء الهند، فيما عُرف لاحقًا باسم قضية مؤامرة ميروت. زُجَّ بالقيادة الشيوعية في السجن. وكان من المُزمع أن يطولَ سير المحاكمات أربع سنوات.
بحلول العام 1934، تركّز النشاط الرئيسي للحزب الشيوعي الهندي في كلٍّ مِن بومباي، وكلكتا، والبنجاب. كما بدأ الحزب في توسيع أنشطته إلى مدراس. ضمّ أمير حيدر خان مجموعة من طلاب ولاية أندرا والتاميل، وكان من بينهم بوتشالابالي سوندارايا.
أعيد تنظيم صفوف الحزب في العام 1933، على إثر إطلاق سراح القادة الشيوعيين بعد محاكمات ميروت. شُكّلت لجنة مركزية للحزب. في العام 1934 اعتُمد الحزب بوصفه الفرع الهندي للشيوعية الدولية.
عندما شكلت عناصر يسارية هندية حزب المؤتمر الاشتراكي في العام 1934، وصمه الحزب الشيوعي بأنه حزبٌ فاشي اجتماعي.
كانت الرابطة المناهضة للغاندية، التي كان تعُرف في البداية باسم لجنة مقاطعة غاندي، منظمةً سياسية في كلكتا أسسها الحزب الشيوعي الهندي السري وغيرهم لإطلاق أنشطة عسكرية تستهدف المستعمرين. اتخذت المجموعة اسم «الرابطة المناهضة للغاندية» في العام 1934.
وفي سياق تغيير موقف الكومنترن من سياسات الجبهة الشعبية، غيّر الشيوعيون الهنود علاقتهم بالمؤتمر الوطني الهندي. انضم الشيوعيون إلى حزب المؤتمر الاشتراكي، الذي عمل كجناح يساري في المؤتمر الوطني. من خلال الانضمام إلى حزب المؤتمر الاشتراكي، قبل الحزب الشيوعي الهندي طلبَ حزب المؤتمر الاشتراكي بتشكيل جمعية تأسيسية، وهو ما كانوا قد استنكروه قبل عامين من تاريخه. ومع ذلك، قدّر الحزب الشيوعي الهندي أن الطلب بتشكيل الجمعية التأسيسية لن يكون بديلًا عن مجالس السوفييتات.
في يوليو من العام 1937، عُقد اجتماع سري في كاليكوت. حضر الاجتماع خمسة أشخاص هم بي كريشنا بيلاي، وكيه داموداران، وإي إم إس ناموديريباد، وإن سي سيكهار، وإس في غات. وكان أول أربعةٍ أعضاءٌ في حزب المؤتمر الاشتراكي في ولاية كيرلا. تشكل الحزب الشيوعي الهندي في ولاية كيرلا في 31 ديسمبر 1939 في مؤتمر بيناراي. أما خامس أولئك، غات، فقد كان عضوًا في اللجنة المركزية للحزب الشيوعي الهندي، ووصل من مدراس.

## مواقع خارجية
- CPI